# Ablemma gombakense
Ablemma gombakense är en spindelart som beskrevs av Jörg Wunderlich 1995. Ablemma gombakense ingår i släktet Ablemma och familjen Tetrablemmidae. Inga underarter finns listade i Catalogue of Life.